# Serghei Trofimov (patinator de viteză)
Serghei Trofimov (n. 27 iulie 1995, Nijni Novgorod, Regiunea Nijni Novgorod, Rusia) este un patinator de viteză ce a reprezentat Rusia, medaliat olimpic. A participat la o ediție a Jocurilor Olimpice (2022) în care a câștigat o medalie de argint.